# فراتر از قانون (فیلم آمریکایی ۱۹۶۸)
فراتر از قانون (به انگلیسی: Beyond the Law) یک فیلم سینمایی آمریکایی مستقل به نویسندگی و بازیگری نورمن میلر محصول سال ۱۹۶۸ است.